# Време леопарда
Време леопарда је југословенски филм из 1985. године.

## Радња филма
Борба мозамбичког народа за независност и једна нежна љубав за време те борбе против колонијалиста 1971 године. Буђење из летаргије вековног ропства, преплетено страхом и расном мржњом, пожртвовањем, самопоуздањем и издајом.

## Улоге
| Глумац         | Улога |
| -------------- | ----- |
| Армандо Лоја   |       |
| Ана Мазу       |       |
| Сантос Мулунго |       |